# Ponte de San Juanico

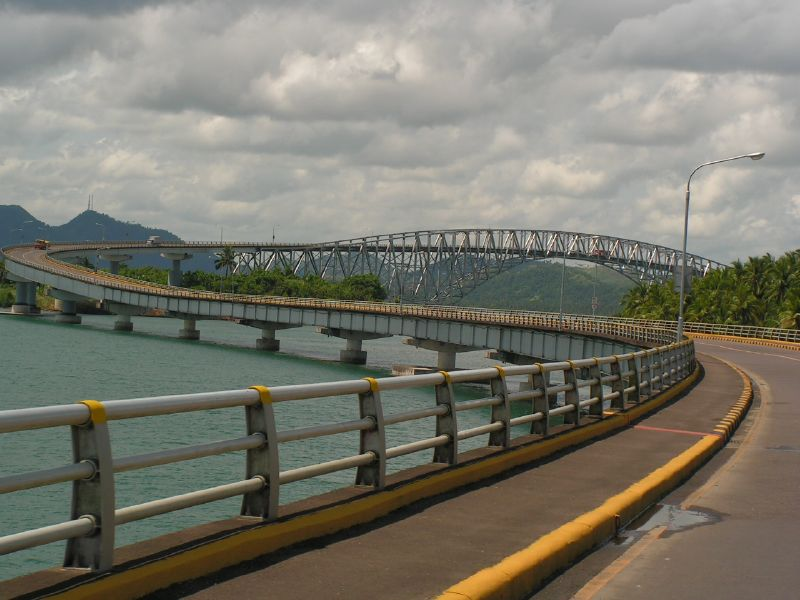
Ponte de San Juanico

A Ponte de San Juanico é a maior ponte em extensão das Filipinas. Com dois quilômetros de comprimento sobre oestreito do mesmo nome, ela liga as ilhas de Leyte e Samar, entre as cidades de Tacloban e Santa Rita.
Durante a travessia, a ponte oferece diversas vistas pitorescas do Estreito de San Juanico com seus milhares de redemoinhos d'água assim como a vista das ilhotas da província. Pelo lado de Leyte, a ponte fica a cerca de dez minutos de Tacloban City e é acessível por jeeps de passageiros, ônibus e automóveis particulares.
A construção da ponte foi iniciada em 1969 e durou quatro anos, ao custo de cerca de U$22 milhões.